# Renato Martorelli
Renato Martorelli (Livorno, 21 luglio 1895 – Niella Tanaro, 28 agosto 1944) è stato un partigiano italiano.

## Vita
Avvocato, già iscritto al Partito Socialista Italiano, durante la dittatura mussoliniana fu attivo come esponente del gruppo clandestino azionista Italia Libera. Con la caduta del fascismo e l'occupazione tedesca seguita all'armistizio dell'8 settembre 1943, aderì alla Resistenza, partecipando ad operazioni militari in Piemonte e Liguria e divenendo membro del Comitato militare del CLN piemontese. Venne catturato il 30 luglio del 1944 dai fascisti e fucilato, dopo esser stato oggetto di tortura.

## Onorificenze
Medaglia d'oro al valor militare

## Motivazione
()